# Les Dames de Cornouailles
Pour plus de détails, voir Fiche technique et Distribution.
Les Dames de Cornouailles, ou Parfum de lavande au Québec (Ladies in Lavender), est un film britannique réalisé par Charles Dance, sorti en 2004.

## Synopsis
Janet et sa sœur Ursula, deux vieilles femmes, découvrent le corps inanimé d'Andrea sur la plage avoisinante. Janet découvrira en lui un fils et Ursula, un amour impossible...
Mais là ne s'arrête pas la chose. Andrea, qui est un grand violoniste, rencontrera Olga, qui changera sa vie.

## Fiche technique
- Titres francophones : Les Dames de Cornouailles ( France) et Parfum de lavande ( Québec)
- Titre original : Ladies in Lavender
- Réalisation : Charles Dance
- Scénario : Charles Dance, d'après une nouvelle de William J. Locke
- Production : Nicolas Brown, Elizabeth Karlsen, Nik Powell, Bill Allan, Charles Dance, Emma Hayter, Robert Jones, Michael Whyke et Terrence Yason
- Distribution :  France : TFM Distribution
- Musique : Nigel Hess
- Photographie : Peter Biziou et Ed Rutherford
- Montage : Michael Parker
- Décors : Caroline Amies
- Costumes : Barbara Kidd
- Pays d'origine : Royaume-Uni
- Format : Couleurs - 1,85:1 - Dolby Digital - 35 mm
- Genre : Drame
- Durée : 103 minutes
- Dates de sortie : 14 juin 2004 (festival de Taormina), 12 novembre 2004 (Royaume-Uni), 29 mai 2005 (Canada), 6 juillet 2005 (Belgique), 25 janvier 2006 (France)

## Distribution
- Judi Dench (VF : Frédérique Cantrel ; VQ : Françoise Faucher) : Ursula
- Maggie Smith (VF : Nita Klein ; VQ : Élizabeth Chouvalidzé) : Janet
- Daniel Brühl (VF : lui-même ; VQ : Nicolas Charbonneaux-Collombet) : Andrea
- Freddie Jones : Jan Pandered
- Miriam Margolyes (VF : Yvette Petit ; VQ : Mireille Thibault) : Dorcas
- David Warner (VQ : Mario Desmarais) : Dr Francis Mead
- Clive Russell : Adam Penruddocke
- Richard Pears : Barry
- Natascha McElhone (VQ : Marika Lhoumeau) : Olga
- Toby Jones : Hedley
- Joanna Dickens : Mme Pendered
- Geoffrey Bayldon : M. Penhaligan
- Timothy Bateson : M. Hallett
- Roger Booth : Arthur
- Finty Williams (VF : Stéphanie Hédin) : une fille de la région
- Rebecca Hulbert : la fiancée

 Source et légende : version française (VF) sur RS Doublage et version québécoise (VQ) sur Doublage.qc.ca

## Autour du film
- Le tournage s'est déroulé à Cadgwith, petit village de Cornouailles, ainsi qu'à Londres.
- Il s'agit de la troisième collaboration entre les actrices Judi Dench et Maggie Smith, après Chambre avec vue en 1985 et Un thé avec Mussolini en 1999.

## Distinctions
- Grand prix des Salles de Cinéma lors du Festival de Dinard en 2005.
- Nomination au prix de la meilleure actrice pour Judi Dench et Maggie Smith, lors des Prix du cinéma européen 2005.